# Rancho River
Rancho river (originaltitel: The Rare Breed) är en amerikansk western från 1966 med James Stewart och Maureen O'Hara i huvudrollerna. Filmen regisserades av Andrew V. McLaglen.

## Handling
Martha Prince (Maureen O'Hara) försöker uppfölja sin avlidne makes dröm att introducera ko-rasen Hereford till den amerikanska västern. Trots stora motgångar står alltid cowboyen Sam Burnett (James Stewart) vid hennes sida.

## Rollista (i urval)
- James Stewart
- Maureen O'Hara
- Brian Keith
- Juliet Mills
- Don Galloway
- David Brian
- Jack Elam